# Xenopus muelleri
Xenopus muelleri es una especie de anfibio anuro de la familia Pipidae.

## Distribución geográfica
Esta especie es endémica de África. Se encuentra en tres poblaciones distintas:
- una en el noreste de Chad;
- una en el centro de África;
- una en el centro-sureste de África.[3]

## Etimología
Esta especie lleva el nombre en honor a Johannes Peter Müller.

## Publicación original
- Peters, 1844 : Über einige neue Fische und Amphibien aus Angola und Mozambique. Bericht über die zur Bekanntmachung geeigneten Verhandlungen der Königlich Preußischen Akademie der Wissenschaften zu Berlin, vol. 1844, p. 32-37[4]